# Koref Oszkár
Koref Oszkár (Budapest, Terézváros, 1897. május 15. – Budapest, 1978. november 12.) endokrinológus, farmakológus, egyetemi tanár, az orvostudományok kandidátusa (1957), doktora (1959).

## Élete
Koref Dávid (1859–1932), a Pesti Magyar Kereskedelmi Bank cégvezetője és Hersch Henrietta (1869–1913) fiaként született zsidó családban. Testvérei Koref Károly, Koref Franciska és Koref Marcell voltak. Apja Prágából, anyja Bécsből származó osztrák állampolgár volt; 1892. április 3-án Bécsben kötöttek házasságot. Apja 1914-ben újból megházasodott, nőül elvette Engländer Ilonát (1882–1939).
Középiskolai tanulmányait a Budapesti Evangélikus Főgimnáziumban végezte; 1914-ben tett érettségi vizsgát. 1914-ben felvételt nyert a Budapesti Tudományegyetem Orvostudományi Karára. Az első világháborúban, 1915 és 1918 között frontszolgálatot teljesített. A tanácsköztársaság alatt tanúsított magatartása miatt Budapesten nem folytathatta megkezdett orvosi tanulmányait. A Prágai Német Egyetemen 1922-ben avatták orvosdoktorrá. 1923 és 1927 között a Bécsi Egyetem Gyógyszertani Intézetének munkatársa volt. 1927-től Dél-Amerikában élt: argentínai, chilei és mexikói gyógyszertárakban, szerológiai intézményekben töltött be vezető funkciókat, illetve 1927 és 1945 között – megszakításokkal – a santiagói egyetem Kórélettani Tanszékének meghívott professzora volt. 1936 és 1938 között a Chilei Kommunista Párt tagjaként részt vett a spanyol polgárháborúban a köztársaság védelmében.
A második világháborút követően Magyarország kulturális követe volt Chilében. 1955 februárjában tért haza feleségével. A Budapesti Orvostudományi Egyetem, illetve a Semmelweis Orvostudományi Egyetem I. sz. Belgyógyászati Klinika Laboratóriumának tudományos főmunkatársa, majd az Endokrinológiai Laboratórium megszervezője és vezetője volt. 1973-ban vonult nyugalomba. 
Magyarországon új endokrinológiai diagnosztikai módszereket vezetett be. Az elsők között kezdte el vizsgálni az egyszerű elhízás és az androgén anyagcsere közötti kapcsolatokat. 
A Farkasréti temetőben nyugszik (612/2-385) 

### Családja
Feleségével az emigrációban kötött házasságot. Lánya követte őt az orvosi pályán, és pszichológus férjével együtt jelentős szerepet játszottak az Allende-kormány időszakában. Később lánya is visszatért Chiléből Európába és az NDK-ban telepedett le.

## Tagságai
- Egészségügyi Tudományos Tanács (ETT) tagja
- Gyógyszer-törzskönyvezési Bizottság tagja
- Magyar Endokrinológiai Társaság ún. dísztagja
- Sociedad de Biologia de Bogota levelező tagja
- Sociedad de Biologia de Chile levelező tagja

## Díjai, elismerései
- Munka Érdemrend arany fokozata (1965)
- Szocialista Hazáért érdemrend (1967)

## Főbb művei
- Corticosteroidok kolorimetriás mikromeghatározása tetrazolium-kék reagenssel. Tuzson Pálnéval. (Kísérletes Orvostudomány, 1960)
- Plazma proteolytikus fermentrendszer hatása a thyreotrop-hormon aktivitására. Földes Jánossal és Krasznai Istvánnal. (Magyar Belorvosi Archivum, 1961)
- A kísérletes endokrinológia vizsgáló módszerei. – A Langerhans-insula. – A hasnyálmirigy hatóanyagainak kísérletes vizsgálatai. (A kísérleti orvostudomány vizsgáló módszerei. VI. köt. Szerk. Kovách Arisztid. Budapest, 1962)
- A vizelet neutrális 17-ketoszteroid frakcióinak vizsgálata különböző megbetegedésekben. Fehér Tiborral és Holló Istvánnal. (Magyar Belorvosi Archívum, 1962, angolul: Paper Chromatography of the Neutral 17-Ketosteroids in Normal Human Urine. Acta Medica, 1962)
- Adatok a dehydro-epiandosteron-ürítés fokozódásának értékeléséhez. Fehér Tiborral és Szatmári Évával. (Orvosi Hetilap, 1962. 20.)
- Módszer az egyes pregnantriolok meghatározására. Fehér Tibor. (VI. Biokémiai Vándorgyűlés. 1964. május 13–16. Előadások. A Magyar Kémikusok Egyesülete kiadványa. Tihany, 1964)
- Az SU-4885 hatása az oestrogének ürítésére a vizeletben. Fehér Tiborral, Földes Jánossal és Steczek Katalinnal. (Orvosi Hetilap, 1964. 2.)
- Az egyes neutrális 17-ketosteroid frakciók ürítése cerebralis obesitasban. Fehér Tiborral és Holló Istvánnal. (Orvosi Hetilap, 1964. 17.)
- Az androgén- és glucocorticoid-anyagcsere változásai életkor szerint, különös tekintettel a gyermekkorra. Fehér Tiborral és Kádár Andrással. (Orvosi Hetilap, 1964. 46.)
- Prostatarákos betegek szteroid anyagcseréjének vizsgálata. Többekkel. (Magyar Belorvosi Archivum, 1965)
- Steroid hormonok és vörösvérsejtek közötti kölcsönhatás vizsgálata. Fehér Tiborral és Kazik H. Máriával. (MTA Orvostudományok Osztálya Közleményei, 1965)
- Oestrogen anyagok ürítése vegetatív dystoniában szenvedő férfi betegeken. Többekkel. – A neutrális 17-ketosteroid frakciók vizsgálata euthyreotikus ophthalmopathiában. Fehér Tiborral, Földes Jánossal és Hermann Róberttel. – A három biológiailag aktív oestrogen meghatározása vizeletben. Steczek Katalinnal. (A Korányi Sándor Társaság tudományos ülései. III. Szteroidok a klinikumban. Előadások. Szerk. Rajka Ödön és Zoltán Imre. Budapest, 1965)
- A szteroid-ürítés vizsgálata komplex endokrin kórképekben. Többekkel. (Orvosi Hetilap, 1965. 40.)
- Vizsgálatok endokrin vonatkozású osteoporosisban. Büki Bélával, Fehér Tiborral és Holló Istvánnal. (Orvosi Hetilap, 1966. 13.)
- Adatok a pubertás-kori androgén-anyagcseréhez. Fehér Tiborral és Kádár Andrással. (Gyermekgyógyászat, 1967)
- A deperzolon anyagcseréjének tanulmányozása emberben. Többekkel. (Acta Pharmaceutica, 1975)
- A methandienon – Nerobol – ürítés kinetikai sajátosságainak vizsgálata kontroll egyéneken és májbetegeken. Többekkel. (Acta Pharmaceutica, 1979)